# Culicoides inornatithorax
Culicoides inornatithorax är en tvåvingeart som beskrevs av Gupta 1963. Culicoides inornatithorax ingår i släktet Culicoides och familjen svidknott. Inga underarter finns listade i Catalogue of Life.